# La Séauve-sur-Semène
La Séauve-sur-Semène (okzitanisch: La Seuva de Semena) ist eine französische Gemeinde mit 1.471 Einwohnern (Stand: 1. Januar 2022) im Département Haute-Loire in der Region Auvergne-Rhône-Alpes. Sie gehört zum Arrondissement Yssingeaux und zum Kanton Deux Rivières et Vallées. Die Einwohner werden Séauvois genannt.

## Geographie
La Séauve-sur-Semène liegt im Velay, einer Landschaft im französischen Zentralmassiv, und im Forez etwa 20 Kilometer südwestlich von Saint-Étienne an der Semène, einem Zufluss der Loire. Umgeben wird La Séauve-sur-Semène von den Nachbargemeinden Pont-Salomon im Norden, Saint-Didier-en-Velay im Osten, Sainte-Sigolène im Süden sowie Monistrol-sur-Loire im Westen. 

## Geschichte
1925 wurde die Gemeinde aus Teilen der Kommune Saint-Didier-en-Velay gebildet.

## Bevölkerungsentwicklung
| Jahr                       | 1962 | 1968 | 1975 | 1982 | 1990 | 1999 | 2006 | 2017 |
| Einwohner                  | 1165 | 1188 | 1021 | 1018 | 1074 | 1095 | 1248 | 1470 |
| Quellen: Cassini und INSEE |      |      |      |      |      |      |      |      |

## Sehenswürdigkeiten
- Zisterzienserkloster, Mitte des 12. Jahrhunderts begründet, 1760 erneut errichtet, seit 1993 Monument historique
- Kreuz aus dem 15. Jahrhundert
- Schloss Chantemule aus dem 19. Jahrhundert

## Weblinks

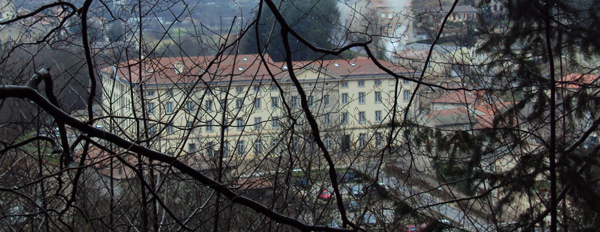
Ehemaliges Zisterzienserkloster